# Karym El Dawey
Karym El Dawey (Heerenveen, 2001) is een Nederlands acteur, bekend van zijn rol als Ibo in de Videoland-serie Mocro Maffia. Hij vertolkte deze rol eerder in de spin-off miniserie Mocro Maffia: Komtgoed.

## Filmografie

### Film
- 2021: Schuld, als Achmed Benani
- 2022: Good Bad Girl, als Saïd Alami

### Televisie
- 2021: Mocro Maffia: Komtgoed, als Ibrahim 'Ibo'
- 2021-2022: Mocro Maffia, als Ibrahim 'Ibo'